# Theobald Thielemann
Ove Theobald Thielemann (29. marts 1819 i København – 26. juli 1903 på Frederiksberg) var en dansk billedhugger, bror til Christian og Ferdinand Thielemann.

## Uddannelse
Han var søn af snedkermester, kaptajn i Borgervæbningen Johann Christian Thielemann (1782-1845) og Sofie Birgitte født Müller (af polsk familie, død 1840). Han kom straks efter sin konfirmation til at gå på Kunstakademiet (oktober 1833), og da H.W. Bissen året efter kom hjem, blev han hans første elev. I dennes værksted øvede han sig i at hugge i marmor, medens han lærte at modellere på Akademiet, hvor han i 1837 vandt en pengepræmie for en kopi af Thorvaldsens Liggende løve, i 1839 blev han elev af modelskolen, og i 1840 vandt han den lille sølvmedalje.

## Karriere
Efter sin lærers ønske rejste han i 1846 til Rom, hvor han dels udførte nogle af mesterens værker i marmor, dels modelerede og hjemsendte flere arbejder. To af disse, Calypso og En romersk pige, udførte han i marmor til fru Deichmann (udstillet 1852), den førstnævnte figur udførte han en gang til i marmor efter en engelsk bestilling. Blandt hans øvrige arbejder kan nævnes mindetavle over biskop Hans Adolph Brorson i Ribe Domkirke, forestillende David som salmedigter, To hunde af dansk race i gult marmor, og to Våbendragere, en mandlig og en kvindelig, i Malmø, alle fire figurer til indkørselsbroen ved Frijsenborg, endvidere En slavinde, tre af årstiderne, Forår, sommer og efterår, dekorative relieffer til en herregård, samt en del buster, hvoriblandt kan nævnes buste af lægen F.V. Mansa, buste og senere medaljon af professor ved Landbohøjskolen B.S. Jørgensen, buste i bronze af dr.phil., pastor Christian H. Kalkar, buste i marmor af baron Carl Frederik Blixen Finecke (to gange), buste af grev Frederik Moltke-Bregentved, buste af professor F.V.A. Prosch i marmor på Landbohøjskolen m.fl. og en portrætstatuette i kallipasta af en dame.

## Ægteskaber
Den 10. august 1858 ægtede han på Frederiksberg Anna Clausen (18. april 1809 i Faaborg - 10. december 1881 på Frederiksberg), enke efter praktiserende læge Ludvig Emil Tack (1814-1854); hun var datter af toldbetjent, senere toldoverbetjent Erich Christopher Clausen (1782-1848) i Faaborg og Anna født Milling (1787-1845).
Anden gang ægtede han 25. oktober 1902 Adolphine Frederikke Rasmussen (5. december 1851 i København - 8. september 1904 sammesteds), datter af gørtlersvend, senere gørtlermester, metalstøber Peder Adolph Rasmussen (1831-1880) og Johanne Gertrud Marie Johansen (1831-1877). 
Han er begravet på Frederiksberg Ældre Kirkegård.

## Værker
- Model af løve (efter Bertel Thorvaldsen, udstillet 1838, Akademiets præmie)
- Frithiof (1842, statue)
- Amor filerer et net (udstillet 1843)
- Amor, der har afskudt en pil (udstillet 1846)
- To relieffer med emner fra Ossian (1846)
- Hvilende kvinde (1852, Ny Carlsberg Glyptotek)
- Romersk pige, der renser korn (udstillet 1857)
- Calypso (1857)
- Slavinde udstillet til salg (udstillet 1862)
- Mindetavle for Hans Adolph Brorson: David spiller harpe (1864, Ribe Domkirke)
- Monument for Steen Steensen Blicher (1866, anlæg, Borgvold ved Viborg)
- Kraka, gruppe (udstillet 1872)
- Fattig men flittig dreng (statue, udstillet 1883)
- Pige og hund (udstillet 1894)
- Fire figurer til indkørslen til Frijsenborg
- Mindesmærke for Godtfred Rump (Hillerød Kirkegård, bøgekrans af Niels Skovgaard)

Talrige portrætbuster bl.a.:
- Oberst Carl Lundbye (udstillet 1859)[1]
- General Stephan Ankjær (1863)[1]
- Professor B.S. Jørgensen (udstillet 1878, Københavns Universitet, tidligere Landbohøjskolen)
- Professor F.V.A. Prosch (udstillet 1882, Københavns Universitet, tidligere Landbohøjskolen)
- Pastor Christian H. Kalkar (udstillet 1879, KUNSTEN Museum of Modern Art Aalborg)
- Portrætmedaljon af grev Frederik Moltke (på monument af G.F. Hetsch, 1877, Bregentveds have)
- Stadsbygmester Peder Malling (udstillet 1872)[1]
- Portrætrelief af Thomas Riise Segelcke (udstillet 1883)[1]

Ifølge personlig meddelelse i Weilbachs arkiv tillige:
- Moses' moder (statue)
- Tre årstider (runde relieffer)
- Portrætbuster af grosserer M.E. Grøn og hustru
- Portrætbuste af baron Carl Frederik Blixen Finecke
- Portrætbuste af grev Frederik Moltke